# Xanthopastis regnatrix
Xanthopastis regnatrix là một loài bướm đêm trong họ Noctuidae.